# Unterseeboot 1008
L'Unterseeboot 1008 ou U-1008 est un sous-marin allemand (U-Boot) de type VIIC/41 utilisé par la Kriegsmarine pendant la Seconde Guerre mondiale.
Le sous-marin est commandé le 23 mars 1942 à Hambourg (Blohm + Voss), sa quille posée le 12 février 1943, il est lancé le 8 décembre 1943 et mis en service le 1er février 1944, sous le commandement de l'Oberleutnant zur See Diether Todenhagen.
L'U-1008 ne coule ni n'endommage aucun navire n'ayant pris part à aucune patrouille de guerre.
Il est sabordé en mai 1945.

## Conception
Unterseeboot type VII, l'U-1008 avait un déplacement de 769 tonnes en surface et 871 tonnes en plongée. Il avait une longueur hors-tout de 67,10 m, un maître-bau de 6,20 m, une hauteur de 9,60 m et un tirant d'eau de 4,74 m. Le sous-marin était propulsé par deux hélices de 1,23 m, deux moteurs diesel Germaniawerft M6V 40/46 de 6 cylindres en ligne de 1 400 cv à 470 tr/min, produisant un total de 2 060 à 2 350 kW en surface et de deux moteurs électriques Brown, Boveri & Cie GG UB 720/8 de 375 cv à 295 tr/min, produisant un total de 550 kW, en plongée. Le sous-marin avait une vitesse en surface de 17,7 nœuds (32,8 km/h) et une vitesse de 7,6 nœuds (14,1 km/h) en plongée. Immergé, il avait un rayon d'action de 80 milles marins (150 km) à 4 nœuds (7,4 km/h; 4,6 milles par heure) et pouvait atteindre une profondeur de 230 m. En surface son rayon d'action était de 8 500 milles nautiques (soit 15 700 km) à 10 nœuds (19 km/h).
L'U-1008 était équipé de cinq tubes lance-torpilles de 53,3 cm (quatre montés à l'avant et un à l'arrière) et embarquait quatorze torpilles. Il était équipé d'un canon de 8,8 cm SK C/35 (220 coups), d'un canon antiaérien de 20 mm Flak et d'un canon 37 mm Flak M/42 qui tire à 15 350 mètres avec une cadence théorique de 50 coups par minute. Il pouvait transporter 26 mines TMA ou 39 mines TMB. Son équipage comprenait 4 officiers et 40 à 56 sous-mariniers.

## Historique
Il reçut suit sa phase d'entraînement à la 31. Unterseebootsflottille jusqu'au 31 octobre 1944. À partir du 1er novembre, il opère dans la 24. Unterseebootsflottille puis dans la 18. Unterseebootsflottille comme navire-école avant d'être transféré à son unité de combat de la 5. Unterseebootsflottille le 1er mars 1945.
Il sert de navire de formation pour les équipages jusqu'en mai 1945.
Le 5 mai 1945, l'U-1008 est attaqué dans le Cattégat par des charges de profondeur d'un Consolidated B-24 Liberator britannique du No. 86 Squadron RAF (en), piloté par le Flight lieutenant J.T. Lawrence, durant son transit vers Sønderborg, en Norvège.
Gravement endommagé, il est sabordé le lendemain soir à 22 h 30 par son équipage au nord de l'île de Hjelm, à la position 56° 14′ 02″ N, 10° 51′ 02″ E.
Les quarante-quatre membres d'équipage survivent à cette attaque, puis à la destruction du bateau.

## Affectations
- 31. Unterseebootsflottille du 1er février 1944 au 31 octobre 1944 (Période de formation).
- 24. Unterseebootsflottille du 1er novembre 1944 au 31 janvier 1945 (Navire-école).
- 18. Unterseebootsflottille du 1er février 1945 au 28 février 1945 (Navire-école).
- 5. Unterseebootsflottille du 1er mars 1945 au 6 mai 1945 (Unité combattante).

## Commandement
- Oberleutnant zur See Diether Todenhagen du 1er février 1944 au 17 novembre 1944.
- Oberleutnant zur See Hans Gessner du 18 novembre 1944 au 6 mai 1945.